# Cielo sobre el pantano
Cielo sobre el pantano (en italiano, Cielo sulla palude) es una película dramática italiana de 1949 dirigida por Augusto Genina y protagonizada por Rubi Dalma, Michele Malaspina, Inés Orsini y Domenico Viglione Borghese. El film describe la vida de la santa Maria Goretti. Augusto Genina fue premiado con el Nastro d'Argento al mejor director por el film. En 2008 la película fue seleccionada para entrar en la lista de las 100 películas para ser salvadas.

## Sinopsis
La familia de Luigi Goretti, un trabajador agrícola, encuentro alojo y trabajo en la granja habitada por los colonos Serenelli, padre e hijo, en una zona pantanosa poco saludable, cerca de Nettuno. El joven Alessandro Serenelli tiene una pasión morbosa por la hija grande de Luigi, María. A principio intenta atraerla con cierta amabilidad, después intenta hacerlo serviéndose de la violencia y, rechazado, llega a amenazarla. En su enésima negativa, Alessandro la ataca: la pobra chica muere poco después de sufrimientos atroces apoyados con fe y después de haber perdonado a su asesino.

## Reparto
- Rubi Dalma como La condesa Teneroni
- Michele Malaspina como el conde
- Domenico Viglione Borghese como el doctor
- Inés Orsini como Maria Goretti
- Assunta Radico como Assunta Goretti - La madre de María
- Giovanni Martella como Luigi Goretti - el padre de María
- Mauro Matteucci como Alessandro Serenelli
- Francesco Tomalillo como Giovanni Serenelli - el padre de Serenelli
- María Luisa Landín como Lucia
- Ida Paoloni como Teresa
- Federico Meloni como Angelo
- Jole Savoretti como Anna
- Giovanni Sestili como Mariano
- Vincenzo Solfiotti como Antonio

## Premios y distinciones
Festival Internacional de Cine de Venecia
| Año  | Categoría                          | Galardonado    | Resultado |
| ---- | ---------------------------------- | -------------- | --------- |
| 1949 | Premio Osella a la mejor dirección | Augusto Genina | Ganador   |
| 1949 | Premio Internacional               | Augusto Genina | Ganador   |